# Hemicyclopora discrepans
Hemicyclopora discrepans är en mossdjursart som beskrevs av Jullien 1903. Hemicyclopora discrepans ingår i släktet Hemicyclopora och familjen Romancheinidae. Inga underarter finns listade i Catalogue of Life.